# Chiesa di San Domenico (Fondi)
La chiesa di San Domenico è sita a Fondi in provincia di Latina.

## Storia
La chiesa col convento l'annesso convento domenicano, risultano attestati solo a partire dalla metà del Trecento. 
Del 1466 è la riedificazione completa con compreso ampliamento da parte del conte Onorato Caetani II, il quale dotò tutto il complesso ecclesiastico di utili.
Nel 1729 vi passò anche Benedetto XIII.
Nel frutteto del convento, fino al 1835, si poteva mirare un arancio piantato al contrario, con le radici all'insù perché, secondo la leggenda dell'abbazia, non dava frutti.
Il comune di Fondi si lamentò che il tronco non venne racchiuso in una teca per poi essere studiato.

## Struttura
Il sacro tempio ha due navate divise da una serie di tre archi ogivali composti da splendidi blocchi di pietra. Su  un concio incastonato nel secondo pilastro è scolpito un toro in altorilievo. Di pietra scalpellata è l'insegna dei Gaetani d'Aragona collocata al centro della chiesa sul muro retto dagli archi. A destra dell'ingresso della chiesa vi è la tomba del cittadino di Fondi Giulio Camponeschi. Secondo una tradizione, ormai dimostrata senza fondamento, nel convento avrebbe dimorato e insegnato san Tommaso d'Aquino. Fino ai recenti lavori di restauro si mostravano ai visitatori la cella in cui avrebbe dormito il santo, quella in cui avrebbe insegnato e la cappella in cui avrebbe riposato il suo corpo, trasportato a Fondi dal conte Onorato II Caetani: i recenti lavori hanno eliminato i muri che eretti nel Quattrocento per separare i tre ambienti e hanno messo in luce la chiesa conventuale affrescata, che funzionò fino al 1466. 
Il convento ha un chiostro quadrato che consta di ventidue pilastri e due colonne, ventiquattro in tutto, le quali sostengono altrettanti archi ogivali a sostegno della terrazza. Graziose sono il portale dell'ingresso alla sala capitolare prospiciente il portico e le due finestre bifore della medesima, una con traforo gotico e l'altra a lancia.